# Гудрамович, Вадим Сергеевич
Вадим Сергеевич Гудрамович (06 июля 1936 — 12 мая 2023) — советский и украинский учёный в области расчета и проектирования конструкций ракет и космических аппаратов, доктор технических наук (1975), профессор (1979), член-корреспондент НАН Украины (1995).

## Биография
Родился 6 июля 1936 года в городе Чапаевске Куйбышевской области.
Окончил с отличием физико-технический факультет Днепропетровского государственного университета по специальности инженер-механик (1959). В 1963—1964 годах учился там же в заочной аспирантуре (научный руководитель — академик В. И. Мосаковский), в 1964 году защитил кандидатскую диссертацию.
- 1959—1965 — инженер в КБ «Южное»;
- 1965—1966 — доцент Днепропетровского государственного университета (на полной ставке, с 1966 года работал по совместительству);
- 1966—1968 — старший научный сотрудник Днепропетровского филиала Института механики АН Украинской ССР;
- 1968—1970 — стажер-исследователь, докторант МГУ им. М. В. Ломоносова;
- 1970—1975 — старший научный сотрудник Днепропетровского отделения Института технической механики АН Украины.

С 1975 года — заведующий отделом прочности, динамики и технологии изготовления конструкций Института технической механики АН Украины и Национального космического агентства Украины.
Доктор технических наук (1975), профессор (1979), член-корреспондент Национальной АН Украины (1995).
Начиная с 1959 года проводил фундаментальные исследования в области динамики и прочности конструкций ракетно-космической техники, авиастроения, энергетического и транспортного машиностроения.
Разработал теорию и методы расчета и проектирования конструкций ракет и космических аппаратов. Участвовал в проектировании и отработке конструкций ракетно-космической техники, разработке технологических процессов изготовления устройств антенно-волноводной техники и гелиоэнергетики.
Учёным получены новые решения нелинейных задач механики деформируемого твердого тела, теории устойчивости упругопластических систем, теории оболочек, контактных задач, экспериментальной механики. Результаты его работ использовались при создании новых образцов ракетно-космической техники.
По совместительству — доцент (1965—1975), профессор (1975—1994 и с 1998) Днепропетровского национального университета.
Государственная премия Украины в области науки и техники (1997). Премия НАН Украины им. М. К. Янгеля (1997) и С. П. Тимошенко (2004). Медаль им. М. К. Янгеля Федерации космонавтики СССР (1986). Медаль им. Ю. В. Кондратюка Федерации космонавтики Украины (1996). Орден Дружбы народов (1990). Награждён почётными знаками «За научные достижения» НАН Украины и знаком «Отличник образования Украины» МОН Украины.
Умер в Днепре 12 мая 2023 года.

## Сочинения
- Несущая способность и долговечность элементов конструкций [Текст] / В. С. Гудрамович, Е. С. Переверзев. — Киев : Наук. думка, 1981. — 284 с. : ил.; 22 см.
- Упругопластические конструкции с несовершенствами формы и остаточными напряжениями / В. С. Гудрамович, А. Ф. Деменков; АН Украины, Ин-т техн. механики. — Киев : Наук. думка, 1991. — 172,[1] с. : ил.; 22 см; ISBN 5-12-002198-0
- Тонкостенные элементы зеркальных антенн [Текст] / В. С. Гудрамович, И. А. Дисковский, Е. М. Макеев ; АН УССР, Ин-т техн. механики. — Киев : Наук. думка, 1986. — 151,[2] с. : ил.; 20 см.
- Предельный анализ элементов конструкций / В. С. Гудрамович, В. П. Герасимов, А. Ф. Деменков; АН УССР, Ин-т техн. механики. — Киев : Наук. думка, 1990. — 135,[1] с. : ил.; 21 см; ISBN 5-12-001278-7
- Контактные взаимодействия элементов оболочечных конструкций / В. И. Моссаковский, В. С. Гудрамович, Е. М. Макеев; АН УССР, Ин-т техн. механики. — Киев : Наук. думка, 1988. — 287,[1] с. : ил.; 23 см; ISBN 5-12-009305-1
- Предельные состояния оболочек при сложном нагружении и ползучести материала / В. С. Гудрамович, В. П. Герасимов, В. С. Коноваленков, В. П. Пошивалов; [отв. ред. В. И. Моссаковский]. — Киев : Наук. думка, 1984. — 252 с. : ил.; 22 см.